# Мохамед Хусейн Робле
Мохамед Хусейн Робле (жовтень 1963 , Hobyowd )(сом. Maxamed Xuseen Rooble) — прем'єр-міністр Сомалі 23 вересня 2020

—  25 червня 2022. 

До цього працював у Міжнародній організації праці та інженером з охорони навколишнього середовища.

## Біографія
Народився у Гоб'о у жовтні 1963 року. Походить із підклану Хаер-Ріер Хілоул, Сакад, Хабар Гідір, як і перший прем'єр-міністр Сомалі Абдуллахі Ісса. Здобув ступінь бакалавра з цивільного будівництва в Сомалійському національному університеті, а пізніше продовжив освіту у Королівському технологічному інституті, де здобув ступінь магістра з екологічної інженерії та стійкої інженерії.
На посаду прем'єр-міністра його призначив президент Сомалі Мохамед Абдуллагі Мохамед у вересні. Був обраний 18 вересня 2020, 23 вересня 2020 затверджений Федеральним парламентом Сомалі одноголосно. Свій перший порядок денний виклав у своїй промові перед парламентом Сомалі
У вересні 2021 року Фармаджо призупинив виконавчі повноваження Робле через сварку через відсторонення від роботи колишнього голови NISA Фахда Ясіна через розслідування вбивства Ікрана Тахліла Фараха 